# Харитоновка (Саратовская область)
Харитоновка — село в Перелюбском районе Саратовской области, в составе сельского поселения Нижнепокровское муниципальное образование.
Население - 140 (2010)

## История
Деревня Харитоновка значится в Списке населённых мест Самарской губернии 1900 года значится в составе Нижне-Покровской волости Николаевского уезда. Согласно источнику население деревни составляли русские и малороссы, православные и молокане, всего 462 человека (по состоянию на 1897 год), за сельским обществом числилось 1176 десятин удобной арендованной у казны земли
Согласно Списку населённых мест Самарской губернии 1910 года деревню населяли бывшие государственные крестьяне, малороссы, православные, 326 мужчин и 305 женщин, имелась школа.

## Физико-географическая характеристика
Село находится в Заволжье, на левом берегу реки Камелик. Высота центра населённого пункта - 47 метров над уровнем моря. Рельеф местности равнинный. Почвы: в пойме Камелика - пойменные нейтральные и слабокислые, выше по склону - почвы округлисто-пятнистые, западинные, солонцы луговатые (полугидроморфные) и лугово-каштановые.
Село расположено в 24 км по прямой в южном направлении от районного центра села Перелюб. По автомобильным дорогам расстояние до районного центра составляет 25 км, до областного центра города Саратов - 380 км, до города Пугачёв - 140 км, до Самары - 200 км. 
Часовой пояс
Харитоновка, как и вся Саратовская область, находится в часовой зоне МСК+1. Смещение применяемого времени относительно UTC составляет +4:00.

## Население
Динамика численности населения по годам:
| Годы      | 1897 | 1910 | 2002 |
| --------- | ---- | ---- | ---- |
| Население | 462  | 631  | 293  |

| 2002 | 2010 |
| ---- | ---- |
| 293  | ↘140 |